# Эльвинг, Фредрик
Фредрик Эльвинг (швед. Fredrik Emil Wolmar Elfving; 1854—1942) — финляндский ботаник. Известен прежде всего как специалист в области физиологии растений.

## Биография
С 1892 года — профессор ботаники в Хельсинкском (Гельсингфорсском) университете. Важнейшие труды: «Studien über die Einwirkung des Lichtes auf die Pilze» (1890, проф. диссерт.), «Beitrag zur Kenntniss der Einwirkung der Schwerkraft auf die Pflanzen», «Ueber physiologische Fernwirkung einiger Körper» (1890) и многие другие.
Под руководством Эльвинга в Хельсинки был построен новый Ботанический институт.